# Psen ater
Psen ater ist ein Hautflügler aus der Familie der Crabronidae.

## Merkmale
Die Wespe erreicht eine Körperlänge von 11 bis 12 Millimetern (Weibchen) bzw. 10 bis 11 Millimetern (Männchen). Die Art ist auf Grund ihrer Größe und ihrem langen Stielchenglied (Petiolus) einfach zu bestimmen. Die Weibchen besitzen ein mattes Pygidialfeld, was sie von den ähnlichen Weibchen von Psen exaratus unterscheidet, deren Pygidialfeld glänzend ist. Die zweite rücklaufende Flügelader mündet in der dritten Cubitalzelle, bei Psen exaratus mündet sie in der zweiten Cubitalzelle. Die Fühler der Männchen sind verbreitert. Ihr erstes Tarsenglied ist am vorderen und mittleren Beinpaar charakteristisch verformt. 

## Vorkommen
Die Art ist von Europa bis Japan verbreitet. Sie besiedelt Halbtrockenrasen und Magerwiesen am Rande von temperaturbegünstigten Wäldern. Die Art fliegt in einer Generation von Juli bis September. Sie war in Mitteleuropa früher häufig, ist mittlerweile jedoch nur mehr selten anzutreffen. 

## Lebensweise
Die Imagines fliegen Doldenblütler an, um dort Nektar zu fressen. Die Weibchen legen ihre Nester im lockeren Sand und auch in lehmig-kiesigem Boden an. Vom Hauptgang zweigen zwischen sechs und zwölf Nebengänge ab, an deren Ende jeweils eine Zelle angelegt wird. Jede wird mit 10 bis 20 Schaumzikaden (Cercopidae) befüllt, insbesondere Macropis lanio wird dazu gejagt. 